# Aragosta alla Thermidor
L'aragosta alla Thermidor è un piatto della cucina francese composto da una miscela cremosa di carne di aragosta cotta, tuorli d'uovo e brandy (spesso cognac), inserita all'interno di un guscio di aragosta. Può anche essere servito con una crosta di formaggio cotto al forno, di solito gruviera. La salsa deve contenere senape (tipicamente senape in polvere). A causa degli ingredienti costosi e della lunga preparazione, l'aragosta alla Thermidor è considerata una ricetta per le occasioni speciali.

## Storia
La ricetta dell'aragosta alla Thermidor è stata creata nel 1891 da Leopold Mourier, che in precedenza era stato assistente di cucina di Auguste Escoffier, all'interno della Maison Maire, un ristorante parigino vicino al Théâtre de la Porte-Saint-Martin.
Il nome del piatto prende il nome dall'opera teatrale Thermidor di Victorien Sardou, che in quel periodo era in scena al Théâtre de la Porte-Saint-Martin e che a sua volta prendeva il nome dal mese estivo del calendario rivoluzionario francese nel quale avvenne la convenzione termidoriana che rovesciò Robespierre e pose fine al Terrore.